# Rockall
Rockall is een kleine rotspunt in de noordelijke Atlantische Oceaan, op 480 km ten westen van de Schotse Hebriden. Het is het hoogste punt van het onderzeese Rockallplateau.

## Topografie
De rots is de top van een gedoofde vulkaan. Hij steekt 22 meter boven de zeespiegel, en de breedte aan de voet is circa 25 meter. De rots wordt bij storm regelmatig overspoeld door de golven. Rockall is onbewoond. In 1985 heeft survival-expert Tom McLean als eerste 40 dagen op het eiland gewoond. In de zomer van 2014 verbeterde Nick Hancock dit record met 5 dagen.
In de buurt van Rockall bevinden zich Hasselwood Rock en Helen's Reef. Deze klippen blijven echter niet permanent boven water. 

## Geschiedenis
De eerste landing op het eiland was op 8 september 1811 door Basil Hall. De tweede landing volgde in 1888.
Het eiland is in 1955 officieel geannexeerd door het Verenigd Koninkrijk, maar wordt tevens geclaimd door Ierland, Denemarken/Faeröer en IJsland. In 2011 werd de betwisting op basis van het VN-zeerechtverdrag ter arbitrage aan de Verenigde Naties voorgelegd.
Op 21 juli 1904 liep de SS Norge met 800 passagiers op weg van Kopenhagen naar New York bij Rockall op de rotsen. Hierbij vielen 620 doden.
In 1997 bezette een aantal mensen van Greenpeace het eiland en riep er hun eigen micronatie uit met de naam Waveland. Op deze manier protesteerden zij tegen oliewinning in het gebied. Ze beweerden hierbij dat de claim van Groot-Brittannië allang verlopen was en het eiland daardoor niemandsland was geworden. Ook in verband met visserijrechten is de status van het eiland betwist.
Begin 2000 werden er koudwaterkoralen gevonden rondom Rockall.